# III велико народно събрание
Третото велико народно събрание (III ВНС) е велико народно събрание, заседавало в Търново от 19 октомври 1886 г. до 3 август 1887 г.

## Избори
Обстановката в страната е напрегната след абдикацията на Батенберг. Изборите за III ВНС са насрочени с указ на Регентския съвет № 16 от 8 септември 1886 г. с основна задача да избере нов княз след абдикацията на княз Александър Батенберг. На 15 септември 1886 руският императорски пратеник в България генерал Николай Каулбарс връчва нота на българските власти, с която настоява за освобождаване на арестуваните детронатори, отмяна на извънредното положение и отлагане на изборите за Велико народно събрание. Първите две искания са изпълнени, но третото не.
Противно на руските искания, Регентството и правителството на Радославов провеждат парламентарните избори на 28 септември 1886 г. Избрани са 493 народни представители. Предизборната кампания е настървена, вотът е окървавен – в Дупница са убити трима бивши депутати и полицейският началник. За първи път в 7 от 85 избирателни околии вотът пропада поради сблъсъци или неявяване на избиратели. В Кутловица с абсолютно мнозинство за депутат е избран руският император Александър III:с. 147
Русия отказва да признае резултатите от вота. През октомври 1886 тя дори изпраща два бойни кораба във Варненския залив. Едновременно с тази демонстрация избухват антиправителствени вълнения в Бургас, Сливен и други места, както и проруски бунтове.

## Дейност
На първото заседание на 24 октомври 1886 г. е узаконен назначеният Регентски съвет, но П. Каравелов веднага подава оставка. Това принуждава да подадат оставки и Стамболов и Муткуров, тъй като Регентският съвет е колективен орган. След седмица III велико народно събрание избира ново регентство в състав: Стефан Стамболов, Сава Муткуров, Георги Живков и приключва първата си сесия.
На 29 октомври 1886 Третото велико народно събрание отправя покана към принц Валдемар Датски, брат на императрица Мария Фьодоровна (Дагмар Датска). Тя е отклонена два дни по-късно от бащата на Валдемар, крал Кристиан IX, което е пореден удар за регентството. Остава да се намери кандидат, готов да дойде в София без изричното одобрение на Русия и другите Велики сили. Затова събранието избира делегация в тричленен състав, чиято задача е да потърси нов княз в Европа. Тя трябва да обясни българската ситуация пред европейските правителства и да ги призове да влязат в ролята на гаранти за европейското статукво:с. 147.
Каулбарс не признава нито резултатите от изборите, нито властта на Регентството и на 6 ноември 1886 скъсва дипломатическите отношения на Русия с България, използвайки като претекст инцидент със служител на руското консулство в Пловдив.
Между 20 ноември 1886 и януари 1887 г. делегатите Стоилов, Греков и Хаджикалчов посещават последователно Белград, Виена, Берлин, Лондон, Париж, Рим и Атина. Срещат се с Фердинанд Кобургготски и с Батенберг. Не са допуснати в Петербург. През януари–февруари 1887 представителят на Регентството Георги Вълкович преговаря в Цариград с посредничеството на великия везир Кямил паша с водача на опозицията в емиграция Драган Цанков за разрешаване на българската криза. Условията на Цанков (министър-председателски пост за опозицията, руски контрол на военното министерство, избиране на ново ВНС и княз Мингрели) са отхвърлени.
На 25 юни 1887 г. ІІІ ВНС избира немския принц Фердинанд Сакскобургготски за български княз:с. 155, а на 3 август същата година, след клетвата на Фердинанд, се разпуска. На 2 август 1887 г. Фердинанд е коронясан в Търново, без да бъде признат от османския сюзерен и Великите сили, подписали Берлинския договор. Австро-Унгария, Италия и Великобритания не признават Фердинанд, но поддържат назначеното от него правителство на Стамболов.

## Сесии
Събранието заседава в три сесии:
- 19 октомври – 1 ноември 1886
- 22 юни – 27 юни 1887
- 1 – 3 август 1887

## Ръководство

### Председатели
- Георги Живков (19 октомври – 1 ноември 1886)
- Димитър Тончев (22 юни – 3 август 1887)

### Подпредседатели
- Димитър Вачов
- Димитър Тончев
- Захарий Стоянов